# تانجونگ موروا
تانجونگ موروا (اندونزیایی: Tanjung Morawa) شهری در استان سوماترای شمالی کشور اندونزی است. جمعیت این شهر بر اساس سرشماری سال ۱۹۹۰ میلادی، ۷۴٫۶۲۹ نفر و بر اساس سرشماری سال ۲۰۰۰ میلادی، ۱۲۴٫۳۵۰ بوده که در سال ۲۰۰۷ میلادی به ۱۷۳٫۵۹۹ نفر افزایش یافته‌است.